# 金子信弛
金子 信弛（かねこ しんじ、旧名：季 鑫（じー しん））は、元劇団四季所属のミュージカル俳優。

## 略歴
中国の甘粛省蘭州市出身。北京舞踏学院付属学校卒業。
その後、日本に上京し劇団四季のオーデションを受ける。2005年3月のオーデションに合格、『コーラスライン』で四季での初舞台を踏む。
2007年8月に、『キャッツ』のミストフェリーズに抜擢される。（劇団四季プログラムより）
2009年の横浜公演からはコリコパットも演じる。2010年退団。2011年現在ニュージーランドに留学。

## 出演作品
- キャッツ（ミストフェリーズ、コリコパット）
- 夢から醒めた夢（黒白ピエロ）
- エルコスの祈り（ピーター）
- コーラスライン